# Harry Novillo
Harry Novillo (Lyon, 11 februari 1992) is een Frans voetballer die als aanvaller speelt. Hij speelt sinds maart 2015 bij Melbourne City FC.

## Clubcarrière
Novillo begon met voetballen bij Saint-Fons. Na één jaar sloot hij zich aan bij de jeugdacademie van Olympique Lyon. Hij debuteerde in de Ligue 1 op 7 augustus 2010 tegen AS Monaco. Op 13 augustus 2011 stond hij voor de tweede maal in de basiself tegen AC Ajaccio. Op 31 augustus 2011, de laatste dag van de zomerse transferperiode, besloot Lyon om hem voor één seizoen uit te lenen aan Le Havre. In 16 competitiewedstrijden kwam hij tot één doelpunt. In januari 2013 werd hij voor zes maanden uitgeleend aan de tweedeklasser Gazélec. Hij scoorde twee doelpunten uit zeven competitiewedstrijden voor Gazélec maar slaagde hij er niet in om degradatie niet vermijden.
Op 26 augustus 2013 tekende Novillo een tweejarig contract (met twee jaar optie) bij RAEC Mons. Hij kreeg het rugnummer 10. Novillo kwam bij Bergen echter amper aan spelen toe en verkaste na een seizoen al naar de Franse tweedeklasser Clermont Foot. Op 13 januari 2015 werd zijn contract daar echter in onderling overleg ontbonden.
Na een test bij AS Saint-Étienne tekende Novilo op 3 maart 2015 bij het Australische Melbourne City FC.

## Interlandcarrière
Novillo kwam reeds uit voor diverse Franse jeugdelftallen. Hij scoorde onder meer twee doelpunten uit zeven wedstrijden voor Frankrijk -19.
1 Werner ·
3 Dussenne ·
4 Franquart ·
7 Matthys ·
8 Mununga ·
9 Nong ·
10 Arbeitman ·
12 Chatelle ·
14 Spungin ·
15 Van Gijseghem ·
16 Köse ·
18 De Belder ·
20 Lorenzi ·
21 Nyoni ·
22 Jarju ·
23 Le Postollec ·
24 Saussez ·
27 Angeli ·
29 Timmermans ·
30 Sapina ·
39 Ntambwe ·
40 Dupire ·
45 Monteyne ·
Coach: Janevski
· Assistent-coach: Demets